# تشخيص مجتمعي
التشخيص المجتمعي (بالإنجليزية: Community diagnosis)‏ هو تحديد وتقدير المشاكل الصحية في مجموعة سكانية معينة باستخدام المؤشرات الصحية؛ لتحديد المعرضين للخطر، أو أولئك الذين يحتاجون إلى الرعاية والفرص والموارد المتاحة لمعالجة هذه العوامل.